# Storia del teatro moderno e contemporaneo
La Storia del teatro moderno e contemporaneo è una sorta di enciclopedia edita da Einaudi nella collana "Grandi opere". Diretta da Roberto Alonge e Guido Davico Bonino, è uscita in 4 volumi nel 2000 (I e II), 2001 (III) e 2003 (IV), rispettivamente ISBN 978-88-06-14750-1 ISBN 978-88-06-14751-8 ISBN 978-88-06-14752-5 ISBN 978-88-06-14754-9.
Organizzati storicamente, i primi tre volumi ricoprono cinque secoli di teatro, dal Cinquecento al Novecento, ognuno diviso in due parti (Percorsi della civiltà teatrale e Forme, spazi e tempi del teatro). Il quarto volume è un repertorio di trame.

## La nascita del teatro moderno. Cinquecento-Seicento(volume I)
Dopo un'introduzione di Alonge, il volume ha una prima parte storica con, in ordine, la riscoperta rinascimentale del teatro nelle corti di Ferrara, Urbino e Siena, tra scena villanesca, scena cittadina e scena pastorale, con personaggi come il Bibbiena, Niccolò Campani, il Ruzante, Machiavelli, Ariosto, l'anonima Venexiana, Tasso e Guarini (ma anche Castiglione, Guicciardini, Folengo e l'Aretino) alle soglie del professionismo, quando con gli spettacoli ricomincia anche una riflessione teorica sul teatro che passa dall'asse Aristotele-Vitruvio ai trattati di Sebastiano Serlio e Leone de' Sommi e viene ridefinito il mercato delle maschere, vengono lanciate varie accuse al mestiere dell'attore (percepito tra mercenario e corsaro) poi lentamente e in parte accettato come tipo comico e creativo (improvvisatore su canovaccio).
Dalle corti alle piazze, il teatro barocco si offre come metafora del mondo, si arricchisce di macchine sceniche e si apre alla festa. Tra i testi teatrali presi in esame, quelli di Federico Della Valle, Carlo de' Dottori, Giovanni Delfino (1617-1699), Giraldi Cinzio, Chiabrera, il Marino e le loro favole, le varie tragedie d'ambito sacro, ma soprattutto le grandi figure di Shakespeare, Marlowe, Thomas Kyd e Ben Jonson (con altri elisabettiani) che aprono verso il teatro popolare.
L'analisi del teatro moderno passa quindi a Webster e Ford, e vede il teatro diventare clandestino e poi riammesso nelle corti nell'età di John Dryden, George Etherege e William Wycherley (1640-1715). Altri tre importanti capitoli hanno a che fare con i maestri del grand siècle francese (Corneille, Molière e Racine), del secolo d'oro spagnolo (dalle corti di Salamanca a La Celestina, passando da Gil Vicente al teatro erudito dei collegi, da Lope de Rueda ai corral ovvero il teatro popolare dei cortili, e finalmente da Lope de Vega, il cui successo gli porta diversi imitatori, ai grandi Tirso de Molina e Calderón de la Barca, ma anche a Agustín Moreto, Francisco de Rojas Zorrilla, Juana Inés de la Cruz e qualcun altro) e della scena tedesca (con il teatro scolastico luterano, Hans Sachs, i comici itineranti, il teatro dei gesuiti di Strasburgo, il dramma per musica di Amburgo, il recupero della tragedia antica rinnovata da Martin Opitz, Andreas Gryphius e Daniel Casper von Lohenstein (1635-1683)).
La seconda parte del volume ha diversi articoli che esplorano i vari luoghi deputati allo spettacolo moderno: le accademie (soprattutto in Francia, a Siena, Firenze, Venezia, nel veneto di terraferma e a Bologna), gli edifici teatrali come si sviluppano in architettura, la sala da ballo del palazzo nobiliare (con la figura dei maestri di ballo), il carnevale in piazza, le ritualità civili delle cerimonie (con le entrate trionfali, le mascherate, i tornei), il teatro religioso della Controriforma (che stabiliva il confine tra sacro e profano), la scena dell'eloquenza o teatro pedagogico (nei collegi e fuori, come strumento di predicazione).
Un altro capitolo studia il rapporto tra costume e scena (a corte, dove si fa esotico e ricco, nella Commedia dell'arte, il cui personaggio emblematico è Arlecchino vestito di pezze, e tra i primi professionisti del teatro inglese). C'è quindi un capitolo sulla festa, uno sulla librettistica per musica secentesca, uno sui congegni e gli effetti (pirotecnici, illuminotecnici, di macchinerie varie) tenuti segreti e tramandati dalle compagnie, uno sulle maschere rituali che diventano personaggi di commedia, uno sulle discussioni formali della drammaturgia (dal prologo come teoria alla trattatistica cinquecentesca, passando dalla codificazione dei generi), uno sulla costruzione della scena (la prospettiva, i fondali, le quinte, l'arredo del palco), uno sul rapporto tra teatro e comunità universitarie (sia come umanisti insegnanti-istrioni sia come teatro di ricerca degli scolari) e, infine, uno sui viaggi teatrali europei e sulla conseguente migrazione dei testi.
Il volume ha due inserti di illustrazioni, uno dedicato al Luogo teatrale: edifici e scenografie, e uno a La costumistica e a La Commedia dell'Arte: costumi, attori personaggi.

## Il grande teatro borghese. Settecento-Ottocento(volume II)
Anche il secondo volume è diviso in due parti. Nella prima, più storica, si segue il percorso evolutivo del teatro attraverso le teorie illuministe della recitazione (dal Paradosso sull'attore di Diderot alle esperienze degli attori David Garrick e Luigi Riccoboni (circa 1677-1753), dal trattato Le comédien (1747) di Rémond de Sainte-Albine alle varie polemiche e teorie che si susseguirono fino alla fine del secolo successivo), l'origine della regia teatrale (con il ruolo che viene a definirsi dai primi incarichi di corte fino al naturalismo di Émile Zola raccolto e perfezionato da Stanislavskij, a cui reagirono per contrasto i simbolisti e Alfred Jarry, e con varie altre proposte di recitazione alla François Delsarte, Vsevolod Mejerchol'd, Adolphe Appia, Edward Gordon Craig ecc.). Si parla poi del teatro comico di Goldoni (con le polemiche di Pietro Chiari e Carlo Gozzi) e di quello tragico dal Gravina a Alfieri.
Segue un capitolo sul teatro francese tra Ragione e Rivoluzione (con la nascita del vaudeville), uno sulla scena inglese (da Oliver Goldsmith a Richard Brinsley Sheridan fino alla drammaturgia dell'Ottocento: Tom Robertson, Gilbert e Sullivan, Oscar Wilde ecc.) e uno sulla derivazione europea dei grandi drammaturghi russi (da Denis Ivanovič Fonvizin a Aleksandr Sergeevič Griboedov, dall'L'ispettore generale di Gogol', al Boris Godunov di Puškin, con un inquadramento storico dei lavori di Lermontov, Turgenev, Ostrovskij, Aleksandr Vasil'evič Suchovo-Kobylin 1817-1903, Aleksej Feofilaktovič Pisemskij, Aleksej Antipovič Potechin (1829-1908), Aleksej e Lev Tolstoj, e soprattutto Anton Čechov, ma anche con la costruzione del Teatro Bol'šoj e delle scuole di teatro di Mosca).
Segue un capitolo sulla scena tedesca del Settecento (intorno a Lessing e allo Sturm und Drang), uno sul teatro del periodo napoleonico (con i vari decreti che miravano al suo controllo, una panoramica sui vari teatri parigini, con lo sviluppo del mélo e del vaudeville, ma anche i drammi di Victor Hugo e gli interventi polemici di Nerval e Gautier) che si proietta, in un nuovo capitolo, verso l'industria dello spettacolo post-napoleonica (fatta dal trionfo della Comédie-Française e dalle istanze del suo rinnovamento portate dai giovani autori). Il capitolo passa attraverso la produzione drammaturgica di Dumas fils, Victorien Sardou, Émile Augier, Eugène Labiche, Georges Feydeau, Henry Becque e Edmond Rostand, ma anche sul fenomeno del grande attore e sui grandi allestimenti (nonché, in chiusura sulla reazione a questi di Maurice Maeterlinck).
L'Ottocento italiano, definito romantico, è affrontato nel capitolo seguente, dove ricorrono i nomi di Giovanni Giraud, Salvatore Viganò, Alessandro Manzoni, Giovanni Pindemonte, Salvadore Cammarano e degli autori dell'opera italiana (cioè Rossini, Bellini, Donizetti, Verdi, Mascagni, Leoncavallo, Giordano, Cilea, Smareglia, Boito e soprattutto Puccini), ma anche gli attori Gustavo Modena, Giovanni Grasso, Alamanno Morelli e in apertura di secolo Eleonora Duse e Ettore Petrolini. Il capitolo seguente analizza proprio il fenomeno del mattatore, con i grandi attori della seconda metà del secolo (Adelaide Ristori, Ernesto Rossi, Tommaso Salvini, Giovanni Emanuel, Giacinta Pezzana, Luigi Bellotti Bon, Virginia Marini, Adelaide Tessero, Virginia Reiter Ermete Novelli, Ermete Zacconi, oltre ai citati Morelli e Duse).
Il capitolo successivo affronta il secolo d'oro della drammaturgia tedesca, dal classicismo di Goethe e Schiller ai travagliati Hölderlin (sebbene scoperto in pieno solo nel secolo successivo) e Kleist, dai romantici Ludwig Tieck, Achim von Arnim, Clemens Brentano, Eichendorff e Hoffmann (che scrisse poco teatro ma fu appassionato regista), fino al naturalismo di Ferdinand Raimund e Johann Nestroy (passando dalle lezioni di Friedrich e August Schlegel e dall'opera di Franz Grillparzer). Altri autori analizzati dal capitolo sono Heinrich Laube, Karl Ferdinand Gutzkow, Christian Dietrich Grabbe, Georg Büchner, Christian Friedrich Hebbel, Richard Wagner e Gerhart Hauptmann. Il capitolo successivo si occupa di teatro scandinavo, in quella che fu una grande stagione (con Bjørn Bjørnson, i registi Ludvig Oscar Josephson (1832-1899), Harald Molander (1858-1900) e William Bloch (1845-1926), gli attori August Lindberg (1846-1916), Alfhild Agrell e August Falck (1882-1938), e i giganti della drammaturgia August Strindberg e Henrik Ibsen).
La seconda parte del volume analizza il nuovo genere del dramma borghese, ricostruisce una storia parallela di dilettanti del teatro (con le figure di Andrea Perrucci, Ludovico Antonio Muratori, Francesco Albergati Capacelli ecc.) tra filodrammatica e teatro patriottico, poi si occupa della nascita e dello sviluppo durante il secolo della critica teatrale, quindi c'è un capitolo sulla macchineria barocca lasciata in eredità al salotto d'interno borghese e alla successiva scena naturalistica, quindi uno sull'acustica e la funzionalità dell'edificio teatrale e uno sulla sua razionalità ed estetica, tra riflessioni teoriche e modelli pragmatici (l'Opéra Garnier, le arene per gli spettacoli all'aperto, il wagneriano Festspielhaus di Bayreuth ecc.)
Il capitolo seguente ricostruisce il problema della luce in scena, da strumento di visibilità a linguaggio teatrale più o meno codificato. Il capitolo successivo parla di diritto, con i problemi legislativi sulle norme di sicurezza, l'ordine pubblico, diritti e doveri della proprietà, dei capocomici, dei lavoratori e degli spettatori così come si sono formati (in particolare in Italia dopo il 1865), nonché della tutela degli autori (che porta nel 1882 alla fondazione della Siae). Anche quello seguente si occupa di contratti, ma dal punto di vista dell'impresariato, dell'agente teatrale e del teatro (grandi imprese come il Teatro alla Scala di Milano o il Teatro San Carlo di Napoli), in prospettiva storica. Il capitolo successivo si occupa di editoria teatrale (periodici e libri). Quello successivo di censura (in Repubblica Subalpina, Repubblica Cisalpina, Regno d'Italia (1805-1814), Regno Lombardo-Veneto, Stato Pontificio, Regno di Sardegna (1720-1861) ecc. fino all'Unità d'Italia). Poi ci sono due capitoli sulla drammaturgia musicale, da Metastasio a Calzabigi, da Goldoni per Niccolò Piccinni a Lorenzo da Ponte, e nel secondo i librettisti più noti dell'Ottocento. Chiude il volume una breve storia del costume teatrale come lento cammino verso il realismo.
Il volume ha due inserti di illustrazioni, uno dedicato a Il luogo teatrale: architetture e scenografia, uno a La costumistica.

## Avanguardie e utopie del teatro. Il Novecento(volume III)
La prima parte del volume si apre con un lungo articolo su Teorici, registi e pedagoghi del Novecento, una storia che passa da Mejerchol'd, Émile Jacques-Dalcroze, Adolphe Appia, Antonin Artaud, Jerzy Grotowski, Robert Wilson, Jacques Copeau, Charles Dullin, Jean-Louis Barrault, Étienne Decroux, Gordon Craig, Nemirovič-Dančenko, Stanislavskij, il Teatro d'Arte di Mosca, il Living Theatre, (Julian Beck e Judith Malina), l'Odin Teatret (Eugenio Barba), la Comuna Baires (fondata nel 1969), il Terzo Teatro (di cui si parla dal 1976), il rapporto con il territorio urbano, l'invenzione dei luoghi per lo spettacolo, l'utopia, i libri che parlano di teatro, l'avvento della regia, l'influenza della danza (Isadora Duncan, Loïe Fuller, Ruth St. Denis, i balletti russi di Djagilev e Nižinskij, lo sguardo verso l'attore orientale, il lavoro di Martha Graham, Ted Shawn e Genevieve Stebbins, i principi antropologici del movimento e gli esperimenti sull'organicità, l'eserciziario continui.
Il secondo capitolo parla del teatro russo del Novecento, prima e dopo la Rivoluzione sovietica, con i problemi di stile posti da Blok e Lunačarskij, l'arrivo del futurismo di Majakovskij, la scuola e gli spettacoli di Mejerchol'd, le regie di Evgenij Vachtangov, Marija Knebel', Lev Dodin e molti altri, le drammaturgie di Ljudmila Stefanovna Petruševskaja, Aleksandr Valentinovič Vampilov ecc. Il capitolo successivo racconta un secolo di teatro inglese e irlandese, con i suoi Shaw, Yeats, Sean O'Casey, T.S. Eliot, Maugham, Noël Coward, Frederick Lonsdale (1881-1954), Ben Travers (1886-1980), John Boynton Priestley, Samuel Beckett, John Osborne, Arnold Wesker, John Arden (1930-), Edward Bond, Harold Pinter, Joe Orton, Michael Frayn, Tom Stoppard, Alan Bennett, David Hare, Howard Brenton (1942-), Snoo Wilson (1948-) e il "Portable Theatre", Howard Barker (1946-) e "The Wrestling School", Steven Berkoff, Sebastian Barry (1955-), Martin McDonagh, Terry Johnson (1955-), Sarah Kane e altro teatro sperimentale.
Il capitolo successivo racconta il teatro francese del secolo, tra rivolte, utopie e tradizione, dalla Belle époque ai tre inizi del novecento (quello di Maeterlinck, quello di Jarry, e quello del "Théâtre du peuple" di Romain Rolland), poi la scommessa del Vieux Colombier di Copeau e l'esplosione delle avanguardie storiche: Cocteau, Apollinaire, Tzara, Vitrac, Roussel, Antonin Artaud, dunque il Cartel des Quatre (Charles Dullin, Louis Jouvet, Gaston Baty e Georges Pitoëff), Jean Giraudoux, Paul Claudel, l'esplosione di idee del secondo dopoguerra, Jean Vilar, Arthur Adamov, Eugène Ionesco, Samuel Beckett, gli anni sessanta, il primato del regista, Roger Planchon, il festival di Nancy, Jean Genet, la contestazione giovanile, poi il "Théâtre du Soleil" di Ariane Mnouchkine, le influenze di Tadeusz Kantor, l'esperienza francese di Peter Brook al "Cirt", Antoine Vitez, la rinascita del testo (con Nathalie Sarraute e Marguerite Duras, poi Michel Vinaver (1927-), Valère Novarina (1942-) e Bernard-Marie Koltès.
Nel capitolo successivo si parla di teatro in lingua tedesca, definito universo della contraddizione. Fanno qui l'apparizione registi come Max Reinhardt, drammaturghi come Gehrard Hauptmann, Frank Wedekind, Arthur Schnitzler, librettisti come Hugo von Hofmannsthal, poi le "voci dell'apocalisse" Karl Kraus ed Elias Canetti, la stagione dell'avanguardia, con l'espressionismo e il Bauhaus, Carl Sternheim (1878-1942), quindi il teatro politicizzato di Erwin Piscator e Bertolt Brecht, ma anche Ödön von Horváth e Marieluise Fleißer (1901-1974) a Weimar, quindi l'esilio di Brecht e, dopo la guerra e la divisione delle due Germanie, la nuova drammaturgia di autori come Friedrich Dürrenmatt e Max Frisch, e oltrecortina Peter Hacks e Heiner Müller, quindi dall'Austria Peter Handke Werner Schwab, ma anche i fenomeni di Peter Weiss e Botho Strauß.
I due capitoli successivi raccontano il teatro italiano, quello di tradizione (fatto di "cocottes" e padroni delle ferriere, e tra i protagonisti Virgilio Talli, Ruggero Ruggeri, Maria Melato e i due venerati scrittori Gabriele D'Annunzio e Luigi Pirandello), e quello della neo- e post-avanguardia, anticipata da qualche escursione di Marinetti e Bragaglia. Tra i teatranti della tradizione, ma con vocazione popolare c'è anche un giovane Eduardo De Filippo e qualcun altro (Raffaele Viviani, Eduardo Scarpetta, ma anche gli eredi Manlio Santanelli, Enzo Moscato e Annibale Ruccello), poi dopo la fondazione dell'Accademia Nazionale d'Arte Drammatica ecco i suoi primi frutti: Orazio Costa, Vittorio Gassman, Luigi Squarzina ecc., quindi si parla della fondazione del Piccolo Teatro (Milano) nel 1947. Tra i registi presi in esame dall'articolo ci sono Luchino Visconti (con la compagnia che comprende Paolo Stoppa, Rina Morelli e i più giovani Giorgio De Lullo, Rossella Falk e Romolo Valli), Giorgio Strehler, Gianfranco De Bosio e poi Luca Ronconi e Mario Missiroli. Tra le alternative Massimo Castri, Dario Fo, Carmelo Bene, Michele Perriera, ma la vera avanguardia italiana parte con Carlo Quartucci, Leo de Berardinis e Perla Peragallo, Claudio Remondi e Riccardo Caporossi, Giancarlo Nanni e Manuela Kùstermann, quindi Memè Perlini, Giuliano Vasilicò, i Magazzini Criminali ecc. e se torna a teatro lo fa con la creatività di Giorgio Barberio Corsetti.
Segue un capitolo sul teatro spagnolo, con prima della guerra civile il racconto delle esperienze di Joaquín Dicenta (1862-1917, Jacinto Benavente (1866-1954), Gregorio Martínez Sierra, Francisco Villaespesa, Eduardo Marquina (1879-1946), Pedro Muñoz Seca (1879-1936), Miguel de Unamuno, Ramón María del Valle-Inclán e Federico García Lorca, durante la guerra qualche impegno antifranchista di Manuel Altolaguirre e Miguel Hernández e qualche intervento nazionalista di José María Pemán (1898-1981), ma soprattutto il lavoro di alcuni autori di teatro "pellegrino", come Rafael Alberti, Max Aub o Pedro Salinas. Infine, dopo la guerra, le esperienze di Adolfo Torrado (1904-1958), Enrique Jardiel Poncela (1901-1952), Miguel Mihura, il realismo di Antonio Buero Vallejo e Alfonso Sastre, qualche manifesto e la creazione, dopo la morte di Francisco Franco la creazione di un "Centro Dramático Nacional" (1978). L'articolo si chiude con Fernando Arrabal, scrittore spagnolo che sceglie di vivere a Parigi.
L'ultimo capitolo della prima parte è sul teatro statunitense alla ricerca permanente dell'innovazione, dai primi minstrel show (radici del musical e del jazz) a Broadway, dal grande assorbi-tutto del cinema di Hollywood al teatro off e off-off, con personaggi come David Belasco, Florenz Ziegfeld, Eugene O'Neill, Maxwell Anderson, Tennessee Williams, Thornton Wilder, Arthur Miller, Paddy Chayefsky, Neil Simon, Murray Schisgal, Jules Feiffer, Irwin Shaw, William Saroyan, Lee Strasberg, Elia Kazan, Woody Allen, Merce Cunningham, John Cage, Michael Kirby, Richard Schechner, Meredith Monk, Lucinda Childs, Robert Wilson, Robert Sherwood, Clifford Odets, Sam Shepard, Claes Oldenburg, Richard Wright, LeRoi Jones, Lawrence Ferlinghetti, David Mamet, Paul Goodman, "Bread and Puppet" di Peter Schumann, lo "Squat Theatre", John Zorn e il Living Theatre.
La seconda parte del volume ha un capitolo sull'animazione, uno sui percorsi novecenteschi dell'architettura teatrale (inclusi il teatro di Norman Bel Geddes (1893-1958 e quello di Walter Gropius, la Convention Hall di Arata Isozaki, l'Opéra Bastille, l'Arena del Sole bolognese e qualche proiezione verso il futuro), uno sul cabaret come anticamera del teatro, uno sul raddoppiamento e la specularità tra cinema e teatro (in termini di prestito, adattamento e parentela nascosta), e uno sulla rappresentazione visiva del corpo a teatro (con le tendenze del simbolismo e del futurismo, di Bauhaus e della biomeccanica, e con riferimenti all'opera di Emanuele Luzzati). Il capitolo successivo tratta di danza, passando da George Balanchine a Serge Lifar, da Fuller, Duncan e St. Denis eredi di Delsarte alla scuola di Dalcroze, da Rudolf von Laban agli allievi Mary Wigman e Kurt Joos (1901-1979), da Martha Graham a Doris Humphrey e Charles Weidman (1901-1975), da Merce Cunningham a Alwin Nikolais, da Carolyn Carlson a Yvonne Rainer (1934-), da Meredith Monk a Lucinda Child, Karole Armitage (1954-), Molissa Fenley, Bill T. Jones (1951-) e Arnie Zane, da Twyla Tharp fino al postclassicismo di William Forsythe e alla scuola di Pina Bausch. L'articolo si conclude con una panoramica sulle "nuove danze" di Inghilterra, Francia, Belgio, Spagna e Italia (tra i coreografi nominati: Elsa Piperno, Joseph Fontano, Bella Hutter, Cristina Bozzolini, la compagnia "Sosta Palmizi", Enzo Cosimi, Lucia Latour, Virgilio Sieni, il gruppo "Vera Stasi", Adriana Borriello, Laura Corradi, Luisa Casiragi, Susanna Beltrami, Paco Decina, il gruppo milanese de "La corte sconta" e il gruppo fiorentino "Kinkaleri").
Seguono un capitolo riassuntivo sul fenomeno dei festival teatrali, uno sul nuovo attore (che si forma con il continuo training, come ha magistralmente indicato Stanislavskij), uno sul rapporto tra teatro e letteratura, e uno sulla marionetta fra tradizione e utopia. Il capitolo che segue tratta del lavoro del mimo (come sottrazione temporanea del testo e su basi atletiche dell'attore, sui quattro raggi di Decroux, Bausch, Barba e Grotowski), poi ce n'è uno sul rapporto tra oriente e occidente (dal Nō che affascinava Copeau al ritrovamento di testi indiani, da Ezra Pound amico di Michio Ito ad Artaud davanti ai danzatori balinesi, dal Kabuki a cui faceva riferimento Mejerchol'd (ma che ammirava anche Sergej Ėjzenštejn che girò un filmato su Méi Lánfāng) fino a Grotowski, Tatsumi Hijikata, Kazuo Ohno e Eugenio Barba, con le ricerche che hanno portato alla fondazione del teatro eurasiano).
Il volume prosegue con un capitolo sul radiodramma come spettacolo di voci e spazio sonoro, e uno sulla scena nell'opera lirica. Il capitolo seguente parla di scenografia del Novecento (dalla crisi dello spazio unitario all'esperienza delle avanguardie), quindi ce n'è uno sul rapporto tra teatro e Stato unitario (censura, sovvenzione, dualismo tra pubblico e privato, inserimento nella politica culturale degli enti locali ecc.). Segue un capitolo che parla di storiografia teatrale (attraverso le opere di Mario Apollonio, Vito Pandolfi, Achille Fiocco, Silvio d'Amico, Léon Chancerel, Ludovico Zorzi, Marvin Carlson, Victor Turner, Nicola Savarese, Claudio Meldolesi ecc.) e poi uno sul teatro in televisione. Chiude il volume uno studio sulla rappresentazione dell'esoterismo a teatro (dal simbolismo all'avanguardia, passando per Maeterlinck, Strindberg, D'Annunzio, Pirandello, l'espressionismo di Oskar Kokoschka e Vasilij Kandinskij, Gordon Craig, Georg Fuchs (1868-1949), Lothar Schreyer (1886-1966) e Antonin Artaud).
Il volume ha due inserti di fotografie: uno dedicato a I protagonisti del teatro novecentesco e uno a I grandi spettacoli.

## Trame per lo spettatore(volume IV)
Il volume raccoglie la trama di 1.146 opere del periodo, raccontate da 26 giovani collaboratori coordinati da Paolo Stefanelli.
Il solo quarto volume è stato pubblicato in ed. economica nel 2005. ISBN 978-88-06-17823-9

## Collaboratori
Gli articoli sono stati scritti da Luigi Allegri, Roberto Alonge, Franca Angelini, Umberto Artioli, Anna Barsotti, Claudio Bernardi, Paolo Bertinetti, Ruggero Bianchi, Paola Bignami, Emilio Bonfatti, Paolo Bosisio, Sandro Cappelletto, Daniela Capra, Francesco Casetti, Sergio Colomba, Marco Consolini, Sisto Dalla Palma, Guido Davico Bonino, Marco De Marinis, Maria Fancelli, Maria Fazio, Glauco Felici, Luigi Forte, Paolo Gallarati, Giampaolo Gandolfo, Aldo Grasso, Renzo Guardenti, Raimondo Guarino, Isabella Innamorati, Massimo Lenzi, Gigi Livio, Bernadette Majorana, Francesca Malara, Sara Mamone, Franco Marenco, Stefano Mazzoni, Claudio Meldolesi, Cesare Molinari, Franco Monteleone, Giovanni Moretti, Franco Perrelli, Giorgio Pestelli, Marzia Pieri, Alessandro Pontremoli, Paolo Puppa, Maurizio Rebaudengo, Nicola Savarese, Mirella Schino, Silvana Sinisi, Roberto Tessari, Lamberto Trezzini e Claudio Vicentini, coordinati in redazione da Valentina Barbero.